# Alpin-Marathon Liechtenstein

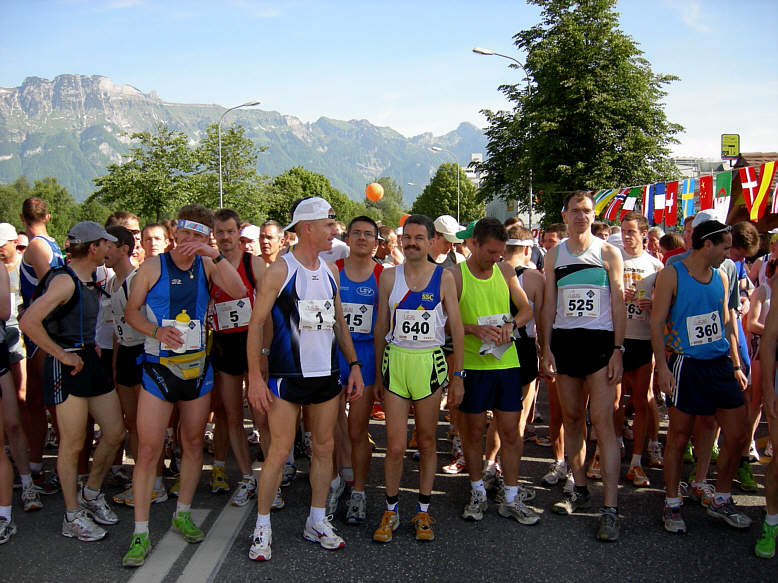
Starterfeld beim Alpin-Marathon Liechtenstein 2006

Der Alpin-Marathon Liechtenstein (offizieller Name  LGT Alpin Marathon nach dem Hauptsponsor, der LGT Bank) ist Liechtensteins einziger Marathon und führt von Bendern nach Malbun. Da 1800 Höhenmeter bergauf und 650 Höhenmeter bergab zu überwinden sind, ist er ein anspruchsvoller Bergmarathon. Der Marathon findet seit 2000 im Juni statt. 2007 wurde ein Halbmarathon PLUS über 25 km ins Programm genommen.

## Streckenverlauf

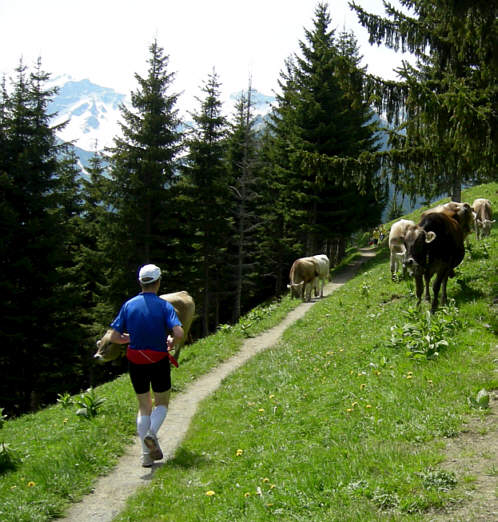
Auf der Silumer Höhe bei Kilometer 22 beim Alpin-Marathon 2006

Die Strecke des Alpin-Marathons führt durch fast ganz Liechtenstein, von Bendern im Rheintal zum Bergort Malbun.
Auf den ersten flachen Kilometern geht es zuerst auf der Strasse Richtung Schaan. Nach etwa 1,5 km wird rechts Richtung Rhein abgebogen und nach einem halben Kilometer der Rheindamm erreicht, dem man bis zum Hauptort Vaduz bei Streckenkilometer 10 folgt.
Hinter Vaduz steigt die Strecke auf den elf Kilometern bis zur Silumer Höhe etwa 1100 Höhenmeter an. Auf der Silumer Höhe, in über 1500 Meter Höhe, öffnet sich ein herrlicher Ausblick auf das über 1000 Meter tiefer gelegene Rheintal.
Auf den nächsten gut drei Kilometern geht es nach Steg ins Saminatal knapp 300 Höhenmeter hinunter. Hinter Steg, bei Streckenkilometer 25,5 in gut 1300 m Höhe, ist das Ziel des Halbmarathon PLUS. Auch Marathonläufer, die hier ihren Lauf beenden, werden in dieser Wertung geführt. Auf gewellter Strecke geht es anschließend ins Valorschtal.
Zwischen Kilometer 32 und 35 führt die Strecke noch einmal steil zum 1780 m hoch gelegenen Sass Fürkli hoch, dem höchsten Punkt des Marathons. Auf gewellter Strecke wird im Anschluss Malbun umrundet, bevor die Läufer das Ziel der Marathonstrecke erreichen.

## Statistik

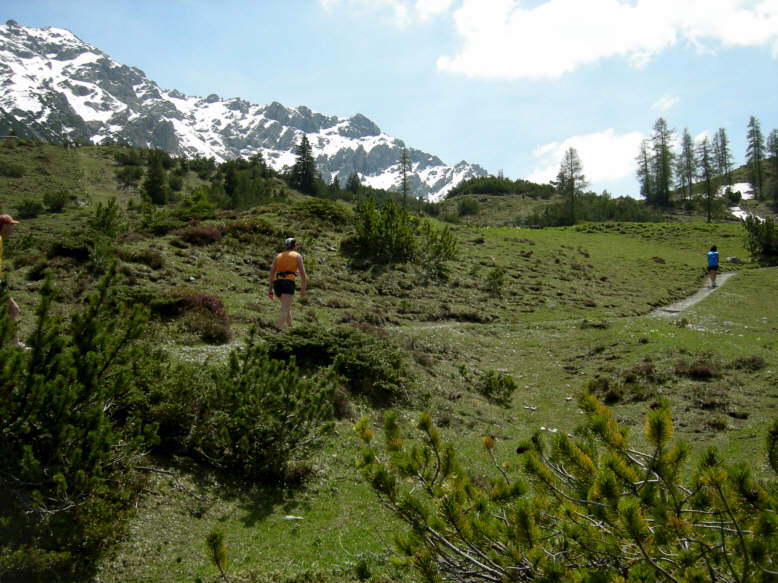
Beim Anstieg zum Sass Fürkli, höchster Punkt des Alpin-Marathons 2006

### Streckenrekorde
- Männer: 2:56:27,1 h, Jonathan Wyatt (NZL), 2008
- Frauen: 3:28:22,6 h, Aline Camboulives (FRA), 2015

### Siegerliste
| Datum         | Männer                       | Zeit      | Frauen                      | Zeit      |
| ------------- | ---------------------------- | --------- | --------------------------- | --------- |
| 13. Juni 2026 |                              |           |                             |           |
| 14. Juni 2025 | Shafar Vitaly -2- Ukraine    | 3:15.06,1 | Nadja Kessler Schweiz       | 4:02.10,0 |
| 8. Juni 2024  | Shafar Vitaly Ukraine        | 3:03.20,5 | Kibebo Sintayehu Äthiopien  | 3:50.38,2 |
| 3. Juni 2023  | Clément Durance Frankreich   | 3:11.10,9 | Nadja Kessler Liechtenstein | 3:49.32,1 |
| 11. Juni 2022 | Mustafa Shaban -2- Bulgarien | 3:04.05,8 | Nina Högger Schweiz         | 3:52.24,9 |
| 15. Juni 2019 | Mustafa Shaban Bulgarien     | 3:16:12,9 | Lea Tauern Liechtenstein    | 4:12:09,7 |
| 16. Juni 2018 | Patrick Wieser -6-           | 3:10:14,3 | Michelle Maier -2-          | 3:28:43,3 |
| 10. Juni 2017 | Shaban Mustafa               | 3:05:12,7 | Michelle Maier              | 3:36:30,5 |
| 11. Juni 2016 | Patrick Wieser -5-           | 3:05:00,2 | Aline Camboulives -2-       | 3:31:59,2 |
| 13. Juni 2015 | Gerd Frick                   | 3:10:44,5 | Aline Camboulives           | 3:28:22,6 |
| 14. Juni 2014 | Stefan Hubert                | 3:07:57,3 | Jasmin Nunige -4-           | 3:40:55,3 |
| 8. Juni 2013  | Patrick Wieser-4-            | 3:03:59,3 | Jasmin Nunige -3-           | 3:34:59,2 |
| 2. Juni 2012  | Patrick Wieser -3-           | 3:07:40,4 | Jasmin Nunige -2-           | 3:39:28,7 |
| 11. Juni 2011 | Patrick Wieser -2-           | 2:56:57,5 | Jasmin Nunige               | 3:33:45,8 |
| 12. Juni 2010 | Patrick Wieser               | 3:02:10,0 | Simona Staicu               | 3:35:30,2 |
| 6. Juni 2009  | Jonathan Wyatt -2-           | 3:01:00,3 | Tanja Amiet                 | 3:45:17,5 |
| 14. Juni 2008 | Jonathan Wyatt               | 2:56:27,1 | Corinne Zeller              | 3:36:25,0 |
| 16. Juni 2007 | Timothy Short                | 3:09:51,1 | Elizabeth Hawker            | 3:30:38,8 |
| 10. Juni 2006 | Karl Jöhl -2-                | 3:08:26,3 | Carolina Reiber -4-         | 3:46:07,3 |
| 11. Juni 2005 | Karl Jöhl                    | 3:09:05,5 | Carolina Reiber -3-         | 3:35:10,0 |
| 5. Juni 2004  | Marco Kaminski -2-           | 3:11:06,5 | Carolina Reiber -2-         | 3:30:16,3 |
| 14. Juni 2003 | Thomas Engeli                | 3:14:19,0 | Carolina Reiber             | 3:45:18,8 |
| 15. Juni 2002 | Marco Kaminski               | 3:09:30,4 | Gaby Steigmeier             | 3:52:43,0 |
| 9. Juni 2001  | Peter Gschwend               | 3:09:23,3 | Janina Saxer                | 3:46:32,5 |
| 17. Juni 2000 | Urs Christen                 | 3:04:50,6 | Vroni Steinmann             | 3:48:50,5 |

### Entwicklung der Finisherzahlen
Läufer, die das Ziel erreichten; Hervorhebungen: Rekordzahlen
| Jahr | Marathon | davon Frauen | HM PLUS | davon Frauen |
| ---- | -------- | ------------ | ------- | ------------ |
| 2018 | 318      | 75           | 208     | 51           |
| 2017 | 365      | 72           | 207     | 57           |
| 2016 | 384      | 64           | 191     | 72           |
| 2015 | 416      | 85           | 262     | 79           |
| 2014 | 509      | 94           | 236     | 78           |
| 2013 | 383      | 71           | 236     | 55           |
| 2012 | 461      | 96           | 231     | 65           |
| 2011 | 577      | 107          | 194     | 62           |
| 2010 | 647      | 124          | 196     | 58           |
| 2009 | 713      | 125          | 236     | 62           |
| 2008 | 656      | 104          | 183     | 55           |
| 2007 | 703      | 121          | 107     | 34           |
| 2006 | 522      | 085          | ---     | ---          |
| 2005 | 496      | 075          | ---     | ---          |
| 2004 | 552      | 084          | ---     | ---          |
| 2003 | 522      | 078          | ---     | ---          |
| 2002 | 498      | 081          | ---     | ---          |
| 2001 | 528      | 068          | ---     | ---          |
| 2000 | 369      | 042          | ---     | ---          |